# O Sino
O Sino es un lugar situado en la parroquia de Boa en el municipio de Noya, provincia de La Coruña, Galicia, España. 
En 2021 tenía una población de 32 habitantes (12 hombres y 19 mujeres). Está situada a 41 metros sobre el nivel del mar a 5,3 km de la cabecera municipal. Está directamente conectada con el lugar de Boa y otras localidades circundantes de la parroquia de Boa y Miñortos (Puerto del Son), formando un núcleo complejo y continuo con estas.